# پاتریک شلینگ
پاتریک شلینگ (انگلیسی: Patrick Schelling؛ زادهٔ ۱ مهٔ ۱۹۹۰ ‏(۳۴ سال)) دوچرخه‌سوار اهل سوئیس است.
از باشگاه‌هایی که در آن بازی کرده‌است می‌توان به آی‌ای‌ام سایکلینگ اشاره کرد.